# SETA Ry
SETA Ry (фин. Seksuaalinen tasavertaisuus, швед. Sexuellt likaberättigande) — крупнейшая неправительственная организация по защите прав человека и сексуальных меньшинств в Финляндии.

## История
Организация была учреждена в 1974 году для защиты прав и достоинства людей с гомосексуальной, бисексуальной и транссексуальной ориентацией на территории Финляндии.
С декабря 2012 года председателем SETA является юрист-предприниматель Юха-Пекка Хиппи (фин. Juha-Pekka Hippi).
В 2010 году офисы организации SETA в Хельсинки и Ювяскюля были подвергнуты нападению неизвестных лиц. Атаки вызвали приток в организацию новых членов.
В 2011 году президент Финляндии Тарья Халонен в период пребывания её на посту главы государства была подвергнута критике со стороны одного из офицеров вооружённых сил Финляндии за то, что с 1980 по 1981 годы она была председателем общества SETA. В этой связи офицер, допустивший дискриминационные высказывания, был привлечён к суду и приговорён к штрафу.
12 апреля 2012 года члены SETA совместно с правозащитной организацией Amnesty International провели в Хельсинки акцию протеста в связи с принятием в Санкт-Петербурге закона о запрете пропаганды гомосексуализма и высказались против приезда в Финляндию подписавшего упомянутый закон губернатора Георгия Полтавченко. Также, в 2013 году в связи с принятием в России законодательных запретов на пропаганду гомосексуализма, руководство регионального отделения SETA высказало обеспокоенность безопасностью финских студентов-геев, обучающихся по обмену в России.
В 2019 году организация выдала первые сертификаты для домов престарелых, обязавшихся продвигать идеи равноправия.

## Председатели
- Тарья Халонен (1980—1981)
- Тийа Аарнипуу[фин.] (2001—2005)
- Йорма Хентиля[фин.] (2005— ноябрь 2008)
- Оути Ханнула[фин.] (ноябрь 2008 — 31 декабря 2012)[10].
- Юха-Пекка Хиппи[фин.] (1 января 2013 года)
- Сакрис Купила (2019—2020)